# آپتیموس یوآی

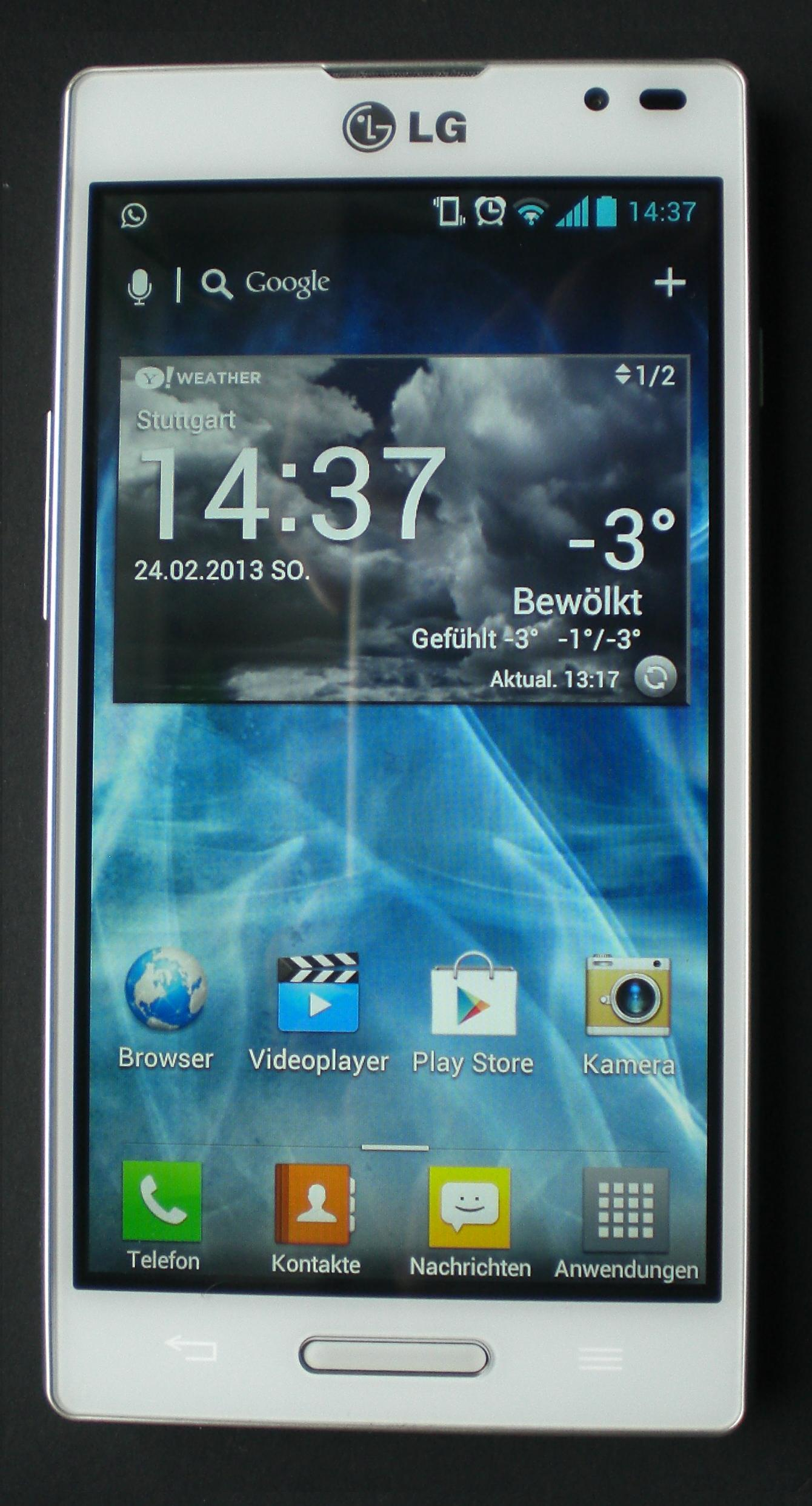
ال‌جی آپتیموس L9 با آپتیموس یوآی

آپتیموس یوآی در واقع یک رابط کاربری لمسی است که توسط شرکت ال‌جی همراه با شریک‌هایش توسعه یافته‌است.
این برنامه شامل یک رابط کاربری تمام لمسی روان است که گاهی به اشتباه به عنوان یک سیستم عامل شناخته می‌شود.
این نرم‌افزار به صورت پیش‌فرض در محصولات پیشرفته ال جی و تبلت‌های کامپیوتری آن استفاده می‌شود و امکان صدور مجوز استفاده از آن برای اشخاص دیگر نیز وجود ندارد. در حال حاضر آخرین ورژن ارائه شده از آپیموس یوآی، ۴٫۱٫۲ می‌باشد.

## دستگاه‌های دارندهٔ آپتیموس یوآی

### گوشی‌ها
- ال‌جی جی‌تی۵۴۰ اپتیموس
- ال‌جی اپتیموس وان پی۵۰۰
- ال‌جی اپتیموس ۲ایکس
- LG Optimus 4X HD
- LG Optimus 3D
- LG Optimus 3D Max
- LG Optimus Slider
- LG Optimus LTE
- LG Optimus LTE 2
- LG Optimus Vu
- ال‌جی اپتیموس بلک
- LG Optimus Chat
- LG Optimus Chic
- LG Optimus Net
- LG Optimus Sol
- LG Optimus L3
- LG Optimus L5
- LG Optimus L5 II
- ال‌جی اپتیموس ال۷
- LG Optimus L9
- LG Optimus L9 II
- LG Optimus F3
- LG Optimus F3Q
- LG Optimus F5
- LG Optimus F6
- LG Optimus F7
- LG Optimus G
- ال‌جی اپتیموس جی پرو
- LG G2
- LG G Pro 2
- LG Vu 3
- LG G Pro Lite
- ال‌جی جی فلکس
- LG L40 Dual
- LG L65 Dual
- LG L70 Dual
- LG L80 Dual
- LG L90 Dual
- LG G3
- LG G3 Stylus [D690
- LG Spectrum 2

### تبلت‌ها
- LG Optimus Pad
- LG Optimus Pad LTE
- LG G Pad 8.3
- LG G Pad 7
- LG G Pad 8
- LG G Pad 10.1

### ویندوز فون
- ال‌جی اپتیموس ۷
- LG Quantum